# Station Bydgoszcz Bielawy
Station Bydgoszcz Bielawy is een spoorwegstation in de Poolse plaats Bydgoszcz.